# Карьялайнен, Хенри
Хенри Микаэль Карьялайнен (фин. Henri Mikael Karjalainen, род. 19 февраля 1986 год) — финский автогонщик.

## Карьера

### Картинг
Карьялайнен принимал участие в картинге с 2000 по 2003.

### Одноместные

#### Формула-БМВ
Карьялайнен перешёл в немецкий чемпионат Формула-БМВ в 2004 и остался в серии в 2005. Он заработал всего пять очков за два года выступлений в серии.

#### Азиатские серии
Карьялайнен перебрался в Азию в 2006, для в выступлений в местных Формуле-3 и Формуле-Рено. Он открыл здесь для себя громадный успех и финишировал вторым в зачёте азиатской Ф3.

#### GP2
Карьялайнену выдалась возможность в участии в серии GP2 в 2007 за команду BCN Competicion, заменяя травмированного соотечественника Маркуса Нимелу. Его дебют состоялся на трассе Истанбул Парк, но уже на следующем этапе его заменил выздоровевший Нимела.

#### Формула-Атлантик
В 2008 Карьялайнен перешёл в североамериканский чемпионат Формула-Атлантик, где выступал за команду Jensen MotorSport, закончив сезон на семнадцатом месте в личном зачёте, а его лучшей позицией стало десятое место на трассе Труа-Ривьер.

#### Формула-2
В 2009 Карьялайнен перешёл в возрождённую серию ФИА Формула-2. Он стал вторым финном после Кеке Росберга, который принял участие в Формуле-2. Номер его болида 23.

## Результаты выступлений

### Результаты выступлений в GP2
| Легенда к таблице |                                                                    |
| --- | ------------------------------------------------------------------ |
| В таблице перечислены результаты всех гонок, в которых принимал участие гонщик. Строками таблицы являются сезоны, столбцами — этапы соревнований. В каждой клетке указаны сокращённое название этапа и результат, дополнительно обозначенный цветом. Расшифровка обозначений и цветов представлена в нижеследующей таблице. |                                                                    |
| \| Пример \| Описание \| \| ------------ \| ------------------------------------------------------------------ \| \| 1 \| Победитель \| \| 2 \| Второе место \| \| 3 \| Третье место \| \| 5 \| Финишировал, заработав очки \| \| Сход \| Не финишировал, но при этом заработал очки \| \| 12 \| Финишировал, не получив очков \| \| НКЛ \| Финишировал, но не попал в финальную классификацию \| \| 15 \| Участвовал вне зачёта, либо по отдельной классификации \| \| 18 \| Не финишировал, но попал в финальную классификацию \| \| Сход \| Не финишировал \| \| НКВ \| Не прошёл квалификацию \| \| НПКВ \| Не прошёл предквалификацию \| \| ДСК \| Дисквалифицирован \| \| ИСК \| Исключён из протокола соревнований \| \| ТТ \| Заявлен для участия только в тренировках \| \| НС \| Участвовал в квалификации, но не стартовал в гонке \| \| Т \| Травмирован или болен \| \| ОТК \| Отказ от участия \| \| НТР \| Прибыл на соревнования, но на трассу не выезжал \| \| НПР \| Был заявлен в числе участников, но не прибыл к началу соревнований \| \| О \| Соревнования отменены \| \| \| Не участвовал \| \| Поул-позиция \| \| \| Быстрый круг \| \| |                                                                    |
| Пример | Описание                                                           |
| 1 | Победитель                                                         |
| 2 | Второе место                                                       |
| 3 | Третье место                                                       |
| 5 | Финишировал, заработав очки                                        |
| Сход | Не финишировал, но при этом заработал очки                         |
| 12 | Финишировал, не получив очков                                      |
| НКЛ | Финишировал, но не попал в финальную классификацию                 |
| 15 | Участвовал вне зачёта, либо по отдельной классификации             |
| 18 | Не финишировал, но попал в финальную классификацию                 |
| Сход | Не финишировал                                                     |
| НКВ | Не прошёл квалификацию                                             |
| НПКВ | Не прошёл предквалификацию                                         |
| ДСК | Дисквалифицирован                                                  |
| ИСК | Исключён из протокола соревнований                                 |
| ТТ | Заявлен для участия только в тренировках                           |
| НС | Участвовал в квалификации, но не стартовал в гонке                 |
| Т | Травмирован или болен                                              |
| ОТК | Отказ от участия                                                   |
| НТР | Прибыл на соревнования, но на трассу не выезжал                    |
| НПР | Был заявлен в числе участников, но не прибыл к началу соревнований |
| О | Соревнования отменены                                              |
| | Не участвовал                                                      |
| Поул-позиция |                                                                    |
| Быстрый круг |                                                                    |

| Год  | Команда         | 1     | 2     | 3     | 4     | 5     | 6     | 7     | 8     | 9     | 10    | 11    | 12    | 13    | 14         | 15         | 16    | 17    | 18    | 19    | 20    | 21    | ЛЗ  | Очки |
| ---- | --------------- | ----- | ----- | ----- | ----- | ----- | ----- | ----- | ----- | ----- | ----- | ----- | ----- | ----- | ---------- | ---------- | ----- | ----- | ----- | ----- | ----- | ----- | --- | ---- |
| 2007 | BCN Competición | БАХ 1 | БАХ 2 | ИСП 1 | ИСП 2 | МОН 1 | ФРА 1 | ФРА 2 | ВЕЛ 1 | ВЕЛ 1 | ЕВР 1 | ЕВР 2 | ВЕН 1 | ВЕН 2 | ТУЦ 1 Сход | ТУЦ 2 Сход | ИТА 1 | ИТА 2 | БЕЛ 1 | БЕЛ 2 | ВАЛ 1 | ВАЛ 2 | НКЛ | 0    |

### Результаты выступлений в Формуле-Атлантик
| Год  | Команда           | 1           | 2             | 3                 | 4             | 5              | 6                   | 7                  | 8              | 9              | 10     | 11      | Место | Очки |
| ---- | ----------------- | ----------- | ------------- | ----------------- | ------------- | -------------- | ------------------- | ------------------ | -------------- | -------------- | ------ | ------- | ----- | ---- |
| 2008 | Jensen Motorsport | Лонг Бич 14 | Лагуна Сек 16 | Мон Тремблан Сход | Эдмонтон I 14 | Эдмонтон II 11 | Роуд Америка I Сход | Роуд Америка II 14 | Труа Ривьер 10 | Нью- Джерси 15 | Юта 12 | Атланта | 17    | 70   |

### Результаты выступлений в Формуле-2
| Легенда к таблице |                                                                    |
| --- | ------------------------------------------------------------------ |
| В таблице перечислены результаты всех гонок, в которых принимал участие гонщик. Строками таблицы являются сезоны, столбцами — этапы соревнований. В каждой клетке указаны сокращённое название этапа и результат, дополнительно обозначенный цветом. Расшифровка обозначений и цветов представлена в нижеследующей таблице. |                                                                    |
| \| Пример \| Описание \| \| ------------ \| ------------------------------------------------------------------ \| \| 1 \| Победитель \| \| 2 \| Второе место \| \| 3 \| Третье место \| \| 5 \| Финишировал, заработав очки \| \| Сход \| Не финишировал, но при этом заработал очки \| \| 12 \| Финишировал, не получив очков \| \| НКЛ \| Финишировал, но не попал в финальную классификацию \| \| 15 \| Участвовал вне зачёта, либо по отдельной классификации \| \| 18 \| Не финишировал, но попал в финальную классификацию \| \| Сход \| Не финишировал \| \| НКВ \| Не прошёл квалификацию \| \| НПКВ \| Не прошёл предквалификацию \| \| ДСК \| Дисквалифицирован \| \| ИСК \| Исключён из протокола соревнований \| \| ТТ \| Заявлен для участия только в тренировках \| \| НС \| Участвовал в квалификации, но не стартовал в гонке \| \| Т \| Травмирован или болен \| \| ОТК \| Отказ от участия \| \| НТР \| Прибыл на соревнования, но на трассу не выезжал \| \| НПР \| Был заявлен в числе участников, но не прибыл к началу соревнований \| \| О \| Соревнования отменены \| \| \| Не участвовал \| \| Поул-позиция \| \| \| Быстрый круг \| \| |                                                                    |
| Пример | Описание                                                           |
| 1 | Победитель                                                         |
| 2 | Второе место                                                       |
| 3 | Третье место                                                       |
| 5 | Финишировал, заработав очки                                        |
| Сход | Не финишировал, но при этом заработал очки                         |
| 12 | Финишировал, не получив очков                                      |
| НКЛ | Финишировал, но не попал в финальную классификацию                 |
| 15 | Участвовал вне зачёта, либо по отдельной классификации             |
| 18 | Не финишировал, но попал в финальную классификацию                 |
| Сход | Не финишировал                                                     |
| НКВ | Не прошёл квалификацию                                             |
| НПКВ | Не прошёл предквалификацию                                         |
| ДСК | Дисквалифицирован                                                  |
| ИСК | Исключён из протокола соревнований                                 |
| ТТ | Заявлен для участия только в тренировках                           |
| НС | Участвовал в квалификации, но не стартовал в гонке                 |
| Т | Травмирован или болен                                              |
| ОТК | Отказ от участия                                                   |
| НТР | Прибыл на соревнования, но на трассу не выезжал                    |
| НПР | Был заявлен в числе участников, но не прибыл к началу соревнований |
| О | Соревнования отменены                                              |
| | Не участвовал                                                      |
| Поул-позиция |                                                                    |
| Быстрый круг |                                                                    |

| Год  | №  | 1        | 2        | 3       | 4        | 5       | 6        | 7        | 8        | 9        | 10       | 11    | 12    | 13    | 14    | 15    | 16    | Место | Очки |
| ---- | -- | -------- | -------- | ------- | -------- | ------- | -------- | -------- | -------- | -------- | -------- | ----- | ----- | ----- | ----- | ----- | ----- | ----- | ---- |
| 2009 | 23 | ВАЛ 1 17 | ВАЛ 2 15 | БРН 1 4 | БРН 2 16 | СПА 1 7 | СПА 2 15 | БРХ 1 11 | БРХ 2 18 | ДОН 1 15 | ДОН 2 13 | ОШЕ 1 | ОШЕ 2 | ИМО 1 | ИМО 2 | КАТ 1 | КАТ 2 | 14    | 7    |